# Turbomeca Bastan
Il Turbomeca Bastan era un motore aeronautico turboelica prodotto dall'azienda francese Turbomeca dal 1957.
Il Bastan è stato il primo motore a getto della seconda generazione costruito dall'azienda francese. I primi modelli prodotti sviluppavano 650 shp (485 kW) per un peso a vuoto di 180 kg, raggiungendo nel 1965 i 1 048 shp (780 kW) con il Bastan VII.

## Aeromobili utilizzatori

### Velivoli

#### Civili
Francia
- Nord Aviation N260
- Nord Aviation N261
- Nord Aviation N262
- Max-Holste MH.260 Super Broussard

#### Militari
Argentina
- FMA IA 50 Guaraní II

 Francia
- Dassault MD 415 Communauté
- Morane-Saulnier MS.1500
- Sud Aviation SE-117 Voltigeur

### Elicotteri
- Sikorsky H-34 (variante prodotta su licenza in Francia)